# Astragalus kukkonenii
Astragalus kukkonenii är en ärtväxtart som beskrevs av Dieter Podlech. Astragalus kukkonenii ingår i släktet vedlar, och familjen ärtväxter. Inga underarter finns listade i Catalogue of Life.